# 1992-es Giro d’Italia
Az 1992-es Giro d’Italia volt a 75. olasz kerékpáros körverseny. Május 24-én kezdődött és június 14-én ért véget. Végső győztes a spanyol Miguel Indurain lett.

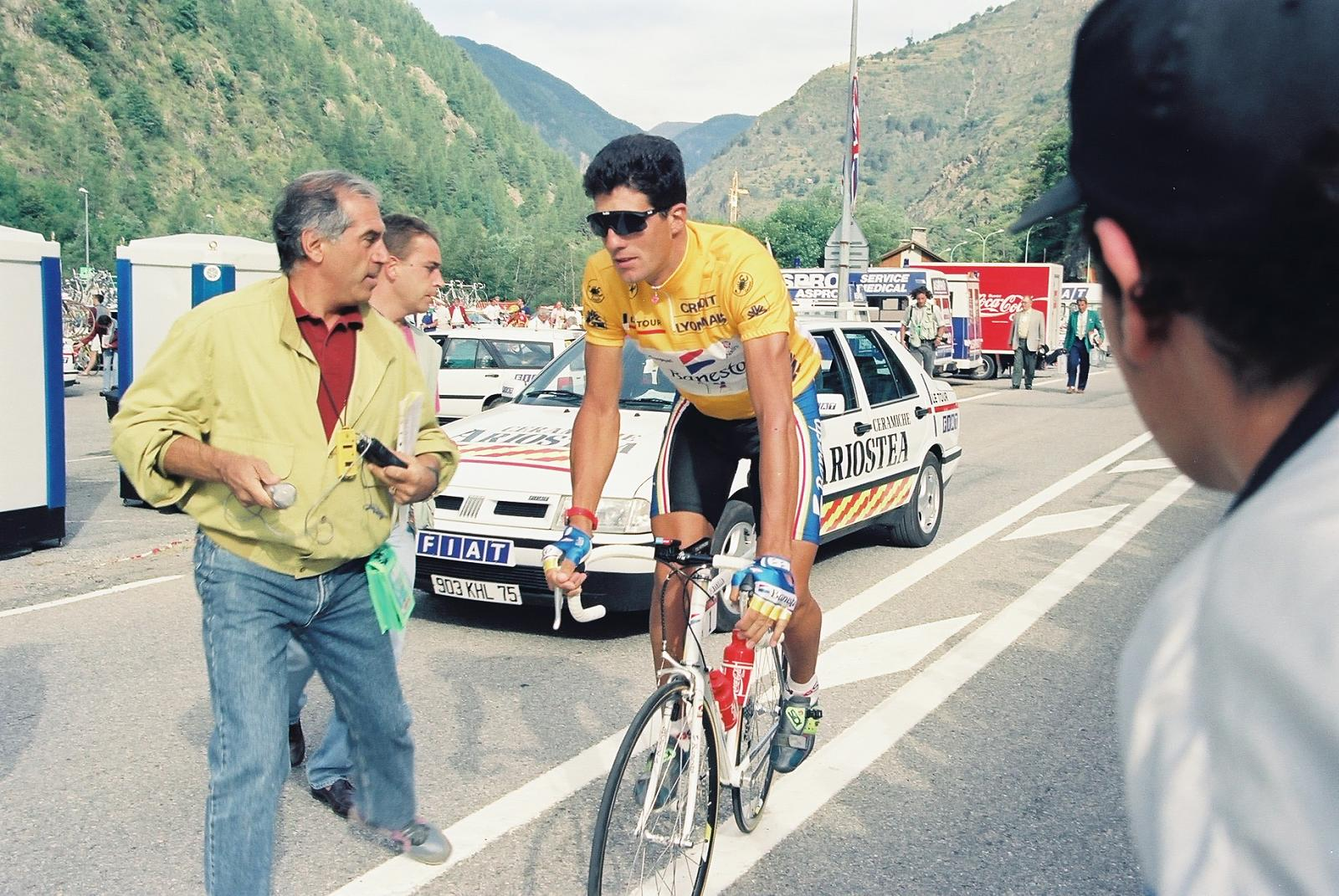
Miguel Indurain 1993-ban

## Végeredmény
|    | Versenyző          | Idő            |
| -- | ------------------ | -------------- |
| 1  | Miguel Indurain    | 103 óra 36' 08 |
| 2  | Claudio Chiappucci | + 1' 15        |
| 3  | Franco Chioccioli  | + 7' 16        |
| 4  | Marco Giovannetti  | + 8' 01        |
| 5  | Andrew Hampsten    | + 11' 12       |
| 6  | Franco Vona        | + 11' 12       |
| 7  | Pavel Tonkov       | + 17' 15       |
| 8  | Luis Herrera       | + 17' 53       |
| 9  | Roberto Conti      | + 19' 14       |
| 10 | Bruno Cornillet    | + 20' 03       |